# Aeropuerto de Billund
El Aeropuerto de Billund (en danés: Billund Lufthavn) (IATA: BLL, OACI: EKBI), situado en la ciudad del mismo nombre en Dinamarca, es uno de los aeropuertos de carga más importante del país, así como de destino para aerolíneas chárter y compañías regulares.
La proximidad del aeropuerto al parque temático Legoland de Billund es un argumento muy atractivo para atraer tanto a pasajeros como a aerolíneas.

## Historia
Con la era de los aviones de reacción, aumentaron los vuelos a Europa. Con los avances internacionales de compañías como Air France, BOAC, Iberia y algunas americanas como Pan Am y TWA, en la década de los 60 se previó la necesidad de un aeropuerto en Billund. Para su construcción se formó la sociedad cooperativa del aeropuerto de Billund, con el oficial administrativo del condado de Vejle como presidente del consejo.
Los trabajadores emplearon la mayor parte de 1964 en la construcción del aeropuerto, y el 1 de noviembre de ese mismo año se procedió a su inauguración.
La primera compañía que tuvo vuelos regulares a/desde el nuevo aeropuerto fue SAS, con vuelos diarios a Copenhague. El primer vuelo internacional fue fletado para trasladar a un grupo de marineros a un barco que los aguardaba en Italia.
Los primeros vuelos de carga empezaron a llegar durante la parte final de los 60. Con el inicio de la actividad del Boeing 747 en 1970, las compañías de carga tanto de América como de Asia constataron que el aeropuerto de Billund era una buena escala para sus vuelos entre los Estados Unidos y el Lejano Oriente. Los dirigentes de la instalación, viendo que la ciudad y el aeropuerto se beneficiarían de las tasas extraordinarias que los nuevos transportistas deberían pagar por los derechos de aterrizaje, acordaron convertir a Billund en un centro de carga. Como consecuencia, en 1971 se amplió la pista principal del aeropuerto a 3100 metros, suficientes para que el mayor avión de carga de la época (el citado 747) pudiese aterrizar. También se tomaron otras medidas, como la adaptación de la torre de control a las nuevas tecnologías para facilitar tanto los nuevos vuelos como una organización aérea más provechosa.
Los ejecutivos del aeropuerto de Billund también previeron vuelos regulares de pasajeros sin escalas a destinos internacionales. Sin embargo, la Comunidad Económica Europea impuso un gran obstáculo, prefiriendo contar únicamente con un aeropuerto internacional en Dinamarca. En 1984, sin embargo, la CEE cambió de parecer y permitió finalmente que el aeropuerto de Billund tuviese su primer servicio de vuelo regular y sin escalas a otro país. Maersk Air ofreció este primer vuelo, cuando la compañía inició un servicio de vuelos semanales a Southend, Inglaterra. Poco después, el famoso Concorde, en manos de British Airways, hizo una parada en el aeropuerto.
Billund se convirtió en un aeropuerto hub para Maersk Air. Sin embargo, la aerolínea fue comprada e integrada en Sterling Airlines que a su vez fue adquirida en 2008 por Cimber Air, compañía que en ese momento pasó a denominarse Cimber Sterling. Actualmente Cimber Sterling cuenta con numerosos destinos internaciones desde Billund.
Con el crecimiento de la ciudad de Billund como destino preferido entre los pasajeros de vuelos chárter se hizo necesaria una nueva terminal. De este modo, en 2002 se abrió la terminal 2 y se dejó la terminal 1 únicamente para los vuelos de carga.

## Capacidades
Por este aeropuerto pasa una media de dos millones de pasajeros al año, y millones de toneladas de carga.
La pista principal está adaptada a grandes aviones de transporte como el citado Boeing 747, aunque la mayor parte de los pasajeros llegan en aparatos más pequeños (como ATR-42, Boeing 737 y Boeing 757). La actividad de los Boeing 747 está casi exclusivamente limitada a vuelos de carga.

## Aerolíneas y destinos

### Destinos nacionales
| Ciudades   | Aeropuerto                       | Aerolíneas                          |
| Dinamarca  | Dinamarca                        | Dinamarca                           |
| ---------- | -------------------------------- | ----------------------------------- |
| Bornholm   | Aeropuerto de Bornholm           | Danish Air Transport (Estacional)   |
| Copenhague | Aeropuerto de Copenhague-Kastrup | SAS (Inicia el 30 de marzo de 2025) |

### Destinos internacionales
| Ciudades por países | Nombre del aeropuerto                                   | Aerolíneas |
| África              | África                                                  | África |
| ------------------- | ------------------------------------------------------- | --- |
| Cabo Verde          |                                                         | |
| Sal                 | Aeropuerto Internacional Amílcar Cabral                 | Sunclass Airlines (Chárter Estacional)                                                                                        |
| Egipto              |                                                         | |
| Hurgada             | Aeropuerto Internacional de Hurghada                    | Jet Time (Chárter Estacional)                                                                                                 |
| América del Norte   |                                                         | |
| Groenlandia         |                                                         | |
| Nuuk                | Aeropuerto de Nuuk                                      | Air Greenland (Estacional) (Inicia el 26 de marzo de 2025)                                                                    |
| Europa              |                                                         | |
| Alemania            |                                                         | |
| Fráncfort del Meno  | Aeropuerto de Fráncfort del Meno                        | Lufthansa |
| Múnich              | Aeropuerto Internacional de Múnich-Franz Josef Strauss  | Air Dolomiti (Estacional) / Lufthansa (Estacional)                                                                            |
| Austria             |                                                         | |
| Viena               | Aeropuerto de Viena-Schwechat                           | Ryanair |
| Bulgaria            |                                                         | |
| Burgas              | Aeropuerto de Burgas                                    | Jet Time (Chárter Estacional)                                                                                                 |
| Varna               | Aeropuerto de Varna                                     | Sunclass Airlines (Chárter Estacional)                                                                                        |
| Chipre              |                                                         | |
| Lárnaca             | Aeropuerto Internacional de Lárnaca                     | Atlantic Airways (Chárter Estacional) / Jet Time (Chárter Estacional) / Sunclass Airlines (Chárter Estacional)                |
| España              |                                                         | |
| Alicante            | Aeropuerto de Alicante-Elche Miguel Hernández           | Norwegian (Estacional) / Ryanair                                                                                              |
| Barcelona           | Aeropuerto Josep Tarradellas Barcelona-El Prat          | Ryanair |
| Fuerteventura       | Aeropuerto de Fuerteventura                             | Atlantic Airways (Chárter) |
| Gran Canaria        | Aeropuerto de Gran Canaria                              | Atlantic Airways (Chárter Estacional) / airBaltic (Estacional) / Jet Time (Chárter Estacional) / Sunclass Airlines (Chárter)  |
| Málaga              | Aeropuerto de Málaga-Costa del Sol                      | Norwegian / Ryanair |
| Palma de Mallorca   | Aeropuerto de Palma de Mallorca                         | Jet Time (Chárter Estacional) / Norwegian (Estacional) / Ryanair (Estacional) / Sunclass Airlines (Chárter Estacional)        |
| Tenerife            | Aeropuerto de Tenerife Sur                              | Braathens International Airways (Chárter Estacional) / Jet Time (Chárter Estacional) / Sunclass Airlines (Estacional Chárter) |
| Estonia             |                                                         | |
| Tallin              | Aeropuerto de Tallin                                    | airBaltic (Estacional) / Ryanair (Estacional)                                                                                 |
| Finlandia           |                                                         | |
| Helsinki            | Aeropuerto de Helsinki-Vantaa                           | Finnair (Estacional) |
| Grecia              |                                                         | |
| Heraclión           | Aeropuerto Internacional de Heraclión Nikos Kazantzakis | Sunclass Airlines (Chárter Estacional)                                                                                        |
| Ioánina             | Aeropuerto Internacional de Ioánina                     | Atlantic Airways (Chárter Estacional)                                                                                         |
| Kárpatos            | Aeropuerto de Kárpatos                                  | Atlantic Airways (Chárter Estacional)                                                                                         |
| La Canea            | Aeropuerto Internacional de La Canea                    | Atlantic Airways (Chárter Estacional) / Jet Time (Chárter Estacional) / Sunclass Airlines (Chárter Estacional)                |
| Mitilene            | Aeropuerto de Mitilene                                  | Braathens International Airways (Chárter Estacional)                                                                          |
| Préveza             | Aeropuerto de Préveza                                   | Atlantic Airways (Chárter Estacional)                                                                                         |
| Rodas               | Aeropuerto Internacional de Rodas-Diágoras              | Atlantic Airways (Chárter Estacional) / Jet Time (Chárter Estacional) / Sunclass Airlines (Chárter Estacional)                |
| Hungría             |                                                         | |
| Budapest            | Aeropuerto de Budapest-Ferenc Liszt                     | Ryanair |
| Irlanda             |                                                         | |
| Dublín              | Aeropuerto de Dublín                                    | Ryanair (Estacional) |
| Islandia            |                                                         | |
| Reikiavik           | Aeropuerto de Reikiavik                                 | Air Greenland (Estacional) (Inicia el 3 de abril de 2025) / Icelandair (Estacional) / Play (Estacional)                       |
| Islas Feroe         |                                                         | |
| Vágar               | Aeropuerto de Vágar                                     | Atlantic Airways |
| Italia              |                                                         | |
| Alguer              | Aeropuerto de Alguer-Fertilia                           | Ryanair (Estacional) |
| Bari                | Aeropuerto de Bari-Palese                               | Ryanair (Estacional) |
| Bérgamo             | Aeropuerto de Bérgamo-Orio al Serio                     | Ryanair |
| Bolzano             | Aeropuerto de Bolzano                                   | SkyAlps (Estacional) |
| Pisa                | Aeropuerto de Pisa                                      | Ryanair (Estacional) |
| Roma                | Aeropuerto de Roma-Fiumicino                            | Ryanair (Estacional) |
| Trapani             | Aeropuerto de Trapani-Birgi                             | Ryanair (Estacional) |
| Letonia             |                                                         | |
| Riga                | Aeropuerto Internacional de Riga                        | airBaltic |
| Lituania            |                                                         | |
| Vilna               | Aeropuerto de Vilna                                     | Ryanair (Estacional) |
| Malta               |                                                         | |
| La Valeta           | Aeropuerto Internacional de Malta                       | Ryanair |
| Noruega             |                                                         | |
| Bergen              | Aeropuerto de Bergen-Flesland                           | Widerøe |
| Oslo                | Aeropuerto de Oslo-Gardermoen                           | Norwegian / SAS |
| Países Bajos        |                                                         | |
| Ámsterdam           | Aeropuerto de Ámsterdam-Schiphol                        | KLM |
| Polonia             |                                                         | |
| Breslavia           | Aeropuerto de Breslavia-Copérnico                       | Ryanair (Estacional) |
| Cracovia            | Aeropuerto de Cracovia-Juan Pablo II                    | Ryanair |
| Gdansk              | Aeropuerto de Gdańsk-Lech Wałęsa                        | Ryanair |
| Poznan              | Aeropuerto de Poznan-Ławica (Polonia)                   | Ryanair (Estacional) |
| Varsovia            | Aeropuerto de Varsovia-Chopin                           | LOT |
| Portugal            |                                                         | |
| Oporto              | Aeropuerto de Oporto-Francisco Sá Carneiro              | Ryanair (Estacional) |
| Reino Unido         |                                                         | |
| Edimburgo           | Aeropuerto de Edimburgo                                 | Ryanair (Estacional) |
| Londres             | Aeropuerto de Londres-City                              | British Airways |
| Londres             | Aeropuerto de Londres-Heathrow                          | British Airways |
| Londres             | Aeropuerto de Londres-Stansted                          | Ryanair |
| Mánchester          | Aeropuerto de Mánchester                                | Ryanair |
| Rumania             |                                                         | |
| Bucarest            | Aeropuerto Internacional de Bucarest-Henri Coandă       | Wizz Air |
| Iași                | Aeropuerto Internacional de Iași                        | Wizz Air |
| Suecia              |                                                         | |
| Estocolmo           | Aeropuerto de Estocolmo-Arlanda                         | SAS |
| Suiza               |                                                         | |
| Zúrich              | Aeropuerto Internacional de Zúrich                      | SWISS (Estacional) |
| Turquía             |                                                         | |
| Antalya             | Aeropuerto de Antalya                                   | Pegasus Airlines / Sunclass Airlines (Chárter Estacional) / SunExpress                                                        |
| Estambul            | Aeropuerto de Estambul                                  | Turkish Airlines |

## Estadísticas
Ver fuente y consulta Wikidata.